# José Porta Missé
José Porta Missé (* 1927 in Barcelona; † 13. November 2021) war ein spanischer Maler. Missé lebte in Barcelona.
Seinen ersten Kontakt mit der Malerei hatte Porta Missé durch seinen Vater, den Porträtmaler José Porta Galobart. Ansonsten lernte er die Malerei als Autodidakt.
Nach dem Tode seines Vaters 1958 zog er nach Mallorca und wohnte in Cala Major. Ab dieser Zeit war der Surrealismus sein Stil. Es entstanden Bilder, die gedanklich der Unterwasserwelt entsprangen, in kräftigen Grün- und Blautönen.
1964 verließ er Mallorca und verlegte seinen Lebensmittelpunkt nach Madrid. Mehr der Tierwelt zugetan, malte er einen Schmetterlingszyklus. Unstet zog er nach Paris und Ende der 1960er-Jahre nach London weiter. Wieder änderte er seinen Stil und beobachtete mehr den Menschen, mit der Folge, dass ironisch überzeichnete und karikaturistische Porträts entstanden. Persönlich weiterhin unruhig verlegte er 1971 seinen Wohnsitz nach Sitges.
Eine neue Schaffensperiode bildete sich 1977 nach dem Ausstellungsbesuch Vom Konstruktivismus zur konkreten Kunst in Berlin. Diese bezog sich auf den Konstruktivismus und der Reduktion auf einfache geometrische Formen, wobei der Mensch im Mittelpunkt blieb. 1978 kehrte er nach Barcelona zurück.
1994 schuf er drei Werke mit mehr als zwei Quadratmetern. Er widmete sie Krieg, Feuer und Seuche und benannte sie Ruanda, Verschmutzung und AIDS.